# アメリカ合衆国商務省経済統計局
アメリカ合衆国経済統計局（アメリカがっしゅうこくけいざいとうけいきょく、英：Economics and Statistics Administration、ESA）は、米国の経済と人口統計のデータを作成し、分析し、そして広めるための、アメリカ合衆国商務省の1機関である。
その3つの主要な使命は、次のとおりである。
1. 連邦の統計システムを最良の状態に維持し、正当で適切なものに改良すること。
2. 経済界で起こっている重要な動きと、それらが創り出すアメリカ人全体の福祉の増進につながる好機についての見通しを伝えること。
3. 商務省と行政府の情報と分析の需要に対し援助すること。

ESAは、2つの機関を監督している。
- 経済分析局  Bureau of Economic Analysis (BEA)
- 国勢調査局  Bureau of the Census